# Saison 1949 de la NFL
Navigation
Édition précédente Édition suivante
La saison 1949 de la NFL est la 30e saison de la National Football League. Elle voit le sacre des Eagles de Philadelphie.

## Classement général
| Conférence Est         |      |      |      |        |          |            |
| Franchise              | Vic. | Déf. | Nuls | % vic. | Pts pour | Pts contre |
| Eagles de Philadelphie | 11   | 1    | 0    | .917   | 364      | 134        |
| Steelers de Pittsburgh | 6    | 5    | 1    | .545   | 224      | 214        |
| Giants de New York     | 6    | 6    | 0    | .500   | 287      | 298        |
| Redskins de Washington | 4    | 7    | 1    | .364   | 268      | 339        |
| Bulldogs de New York   | 1    | 10   | 1    | .091   | 153      | 365        |

| Conférence Ouest     |      |      |      |        |          |            |
| Franchise            | Vic. | Déf. | Nuls | % vic. | Pts pour | Pts contre |
| Rams de Los Angeles  | 8    | 2    | 2    | .800   | 360      | 239        |
| Bears de Chicago     | 9    | 3    | 0    | .750   | 332      | 218        |
| Cardinals de Chicago | 6    | 5    | 1    | .545   | 360      | 301        |
| Lions de Détroit     | 4    | 8    | 0    | .333   | 237      | 259        |
| Packers de Green Bay | 2    | 10   | 0    | .167   | 114      | 329        |

## Finale NFL
- 18 décembre 1949, à Los Angeles devant 27 980 spectateurs, Eagles de Philadelphie 14 - Rams de Los Angeles 0